# مايك لينكولن
مايك لينكولن (بالإنجليزية: Mike Lincoln)‏ هو لاعب كرة قاعدة أمريكي، ولد في 10 أبريل 1975 في Carmichael, California ‏ في الولايات المتحدة.

## وصلات خارجية
- مايك لينكولن على موقع دوري كرة القاعدة الرئيسي (الإنجليزية)
- مايك لينكولن على موقعبيزبول رفرنس.كوم (الدوري الرئيسي) (الإنجليزية)
- مايك لينكولن على موقعبيزبول رفرنس.كوم (الدوري الثانوي) (الإنجليزية)
- مايك لينكولن على موقع إي إس بي إن.كوم (أم.أل.بي) (الإنجليزية)
- مايك لينكولن على موقع مشجعي الرسوم البيانية (الإنجليزية)